# Памятник Ленину (Сочи)
Па́мятник Влади́миру Ильичу́ Ле́нину — памятник основателю первого в мире социалистического государства В. И. Ленину.

## Расположение
Находится в центре города с западной стороны площади Искусств в Центральном районе города Сочи, Краснодарский край, Россия.

## История создания
Памятник открыт 22 апреля 1957 года к 40-летию Великой Октябрьской социалистической революции и дню рождения основателя советского государства. Скульптор — З. М. Виленский, архитектор — Л. В. Руднев. Скульптура сделана из бронзы. В опущенной руке — свёрнутая газета «Правда». В парке вокруг памятника посажено более 70 пальм, свыше 2000 кустов роз, 30 гималайских кедров и 4000 кустов самшита.
В советское время здесь проводились различные пионерские и молодёжные торжества, приходили ветераны Великой Отечественной войны. До сих пор у памятника собираются члены КПРФ.